# Mubadala Abu Dhabi Open 2023 - Qualificazioni singolare
Le qualificazioni del singolare del Mubadala Abu Dhabi Open 2023 sono un torneo di tennis preliminare per accedere alla fase finale della manifestazione disputate il 5 e 6 febbraio 2023. I vincitori dell'ultimo turno sono entrati di diritto nel tabellone principale. In caso di ritiro di uno o più giocatori aventi diritto a questi sono subentrati i Lucky loser, ossia i giocatori che hanno perso nell'ultimo turno ma che avevano una classifica più alta rispetto agli altri partecipanti che avevano comunque perso nel turno finale.

## Teste di serie
1. Aljaksandra Sasnovič (primo turno)
2. Leylah Fernandez (qualificata)
3. Julija Putinceva (qualificata)
4. Shelby Rogers (qualificata)
5. Claire Liu (ultimo turno, lucky loser)
6. Rebecca Marino (qualificata)

1. Tereza Martincová (primo turno, ritirata)
2. Ysaline Bonaventure (ultimo turno, lucky loser)
3. Magdalena Fręch (ultimo turno)
4. Dajana Jastrems'ka (qualificata)
5. Diane Parry (primo turno)
6. Moyuka Uchijima (primo turno)

## Qualificate
1. Elena-Gabriela Ruse
2. Leylah Fernandez
3. Julija Putinceva

1. Shelby Rogers
2. Dajana Jastrems'ka
3. Rebecca Marino

## Lucky loser
1. Claire Liu

1. Ysaline Bonaventure

## Tabellone

### Legenda
| - Q = Qualificato - WC = Wild card - LL = Lucky loser | - ALT = Alternate - SE = Special Exempt - PR = Protected Ranking | - w/o = Walkover - r = Ritirato - d = Squalificato |

### Sezione 1
|  | Primo turno | Primo turno          | Primo turno | Primo turno | Primo turno |  |  | Ultimo turno | Ultimo turno        | Ultimo turno        | Ultimo turno | Ultimo turno |  |
|  |             |                      |             |             |             |  |  |              |                     |                     |              |              |  |
|  | 1           | Aljaksandra Sasnovič | 3           | 7           | 5           |  |  |              |                     |                     |              |              |  |
|  |             | Mirjam Björklund     | 6           | 67          | 7           |  |  |              | Mirjam Björklund    | Mirjam Björklund    | 4            | 1            |  |
|  |             | Elena-Gabriela Ruse  | 6           | 3           |             |  |  |              | Elena-Gabriela Ruse | Elena-Gabriela Ruse | 6            | 6            |  |
|  | 7           | Tereza Martincová    | 3           | 0           | r           |  |  |              |                     |                     |              |              |  |

### Sezione 2
|  | Primo turno | Primo turno         | Primo turno         | Primo turno | Primo turno |  |  | Ultimo turno | Ultimo turno      | Ultimo turno      | Ultimo turno | Ultimo turno |  |
|  |             |                     |                     |             |             |  |  |              |                   |                   |              |              |  |
|  | 2           | Leylah Fernandez    | Leylah Fernandez    | 6           | 6           |  |  |              |                   |                   |              |              |  |
|  |             | Kristina Mladenovic | Kristina Mladenovic | 1           | 2           |  |  | 2            | Leylah Fernandez  | Leylah Fernandez  | 6            | 6            |  |
|  | PR          | Katarina Zavac'ka   | 1                   | 6           | 6           |  |  | PR           | Katarina Zavac'ka | Katarina Zavac'ka | 1            | 4            |  |
|  | 12          | Moyuka Uchijima     | 6                   | 3           | 2           |  |  |              |                   |                   |              |              |  |

### Sezione 3
|  | Primo turno | Primo turno          | Primo turno          | Primo turno | Primo turno |  |  | Ultimo turno | Ultimo turno       | Ultimo turno       | Ultimo turno | Ultimo turno |  |
|  |             |                      |                      |             |             |  |  |              |                    |                    |              |              |  |
|  | 3           | Julija Putinceva     | Julija Putinceva     | 6           | 7           |  |  |              |                    |                    |              |              |  |
|  | WC          | Anastasija Zacharova | Anastasija Zacharova | 2           | 5           |  |  | 3            | Julija Putinceva   | Julija Putinceva   | 6            | 6            |  |
|  |             | Nigina Abduraimova   | Nigina Abduraimova   | 6           | 6           |  |  |              | Nigina Abduraimova | Nigina Abduraimova | 2            | 2            |  |
|  | 11          | Diane Parry          | Diane Parry          | 3           | 3           |  |  |              |                    |                    |              |              |  |

### Sezione 4
|  | Primo turno | Primo turno     | Primo turno    | Primo turno | Primo turno |  |  | Ultimo turno | Ultimo turno    | Ultimo turno | Ultimo turno | Ultimo turno |  |
|  |             |                 |                |             |             |  |  |              |                 |              |              |              |  |
|  | 4           | Shelby Rogers   | Shelby Rogers  | 6           | 6           |  |  |              |                 |              |              |              |  |
|  | WC          | Vera Zvonarëva  | Vera Zvonarëva | 2           | 3           |  |  | 4            | Shelby Rogers   | 1            | 6            | 6            |  |
|  |             | Jang Su-jeong   | 6              | 5           | 2           |  |  | 9            | Magdalena Fręch | 6            | 3            | 4            |  |
|  | 9           | Magdalena Fręch | 4              | 7           | 6           |  |  |              |                 |              |              |              |  |

### Sezione 5
|  | Primo turno | Primo turno        | Primo turno        | Primo turno | Primo turno |  |  | Ultimo turno | Ultimo turno       | Ultimo turno | Ultimo turno | Ultimo turno |  |
|  |             |                    |                    |             |             |  |  |              |                    |              |              |              |  |
|  | 5           | Claire Liu         | Claire Liu         | 7           | 6           |  |  |              |                    |              |              |              |  |
|  | WC          | Stefania Bojica    | Stefania Bojica    | 63          | 1           |  |  | 5            | Claire Liu         | 3            | 6            | 4            |  |
|  |             | Laura Siegemund    | Laura Siegemund    | 3           | 1           |  |  | 10           | Dajana Jastrems'ka | 6            | 3            | 6            |  |
|  | 10          | Dajana Jastrems'ka | Dajana Jastrems'ka | 6           | 6           |  |  |              |                    |              |              |              |  |

### Sezione 6
|  | Primo turno | Primo turno         | Primo turno      | Primo turno | Primo turno |  |  | Ultimo turno | Ultimo turno        | Ultimo turno        | Ultimo turno | Ultimo turno |  |
|  |             |                     |                  |             |             |  |  |              |                     |                     |              |              |  |
|  | 6           | Rebecca Marino      | Rebecca Marino   | 7           | 6           |  |  |              |                     |                     |              |              |  |
|  | PR          | Margarita Betova    | Margarita Betova | 5           | 3           |  |  | 6            | Rebecca Marino      | Rebecca Marino      | 6            | 6            |  |
|  | WC          | Luisa Stefani       | 7                | 3           | 1           |  |  | 8            | Ysaline Bonaventure | Ysaline Bonaventure | 1            | 4            |  |
|  | 8           | Ysaline Bonaventure | 63               | 6           | 6           |  |  |              |                     |                     |              |              |  |